# إم سي هو أرينا
إم سي هو أرينا هو ملعب كرة قدم يقع في هرنينغ، الدنمارك، يتسع لجلوس 11,800 متفرج. تم افتتاحه في 27 مارس 2004. من 2004 إلى 2009، كان الملعب يعرف باسم ساس أرينا. يعتبر الملعب البيتي لنادي ميتييلاند.

## أهم الأحداث التي استضافها
- بطولة أوروبا تحت 21 سنة لكرة القدم 2011

## روابط خارجية
- صورة الملعب
- صور الملعب